# Загибель Ґондоліна
"Загибель Ґондоліна" Дж. Р. Р. Толкіна є однією з історій, які лягли в основу розділу в його посмертно опублікованій праці "Сильмариліон ", версія якої пізніше з'явилася в «Книзі втрачених оповідань». У розповіді Ґондолін був заснований королем Тургоном у Першу Епоху ; місто було ретельно приховане,  століттями невідоме нікому, крім Гуора і Гуріна; але врешті було зраджене і знищене.
Окрема книжкова версія оповідання, відредагована Крістофером Толкієном, була опублікована в 2018 році.  Загибель Ґондоліна — одна з трьох історій Першої епохи Середзем'я, опублікована як стенд. -одна книга: дві інші — Берен і Лутіен і Діти Гуріна.

## Історія
Ґондолін був таємним містом ельфів у Першу Епоху Середзем'я. Загибель Ґондоліна розповідає про заснування міста; про прибуття туди Туора сина Гуора , князя людей з; про зраду міста Морготу племінником короля Маегліном; і про його подальше катастрофічне знищення військами Моргота. У ньому також розповідається про втечу втікачів до Гаваней Сіріону, весілля Туора та Ідріль Келебріндал, а також про дитинство їхнього сина Еаренділа.

## Ґондолін
Місто Ґондолін  у Белеріанді, на крайньому північному заході Середзем'я, було засноване з божественного натхнення. Він був прихований горами і стояв століттями, перш ніж був зраджений і знищений. Це був наймогутніший з ельфійських домівок у Передніх Землях.  Місто було відоме своїми мурами, і його можна було порівняти з Троєю.
Ґондолін був заснований королем Тургоном у Першу Епоху. Спочатку він називався «Ondolindë». Згідно з "Сильмариліоном ", Вала Улмо, Володар Вод, відкрив Тургонові уві сні місцезнаходження Долини Тумладен. Під цим божественним керівництвом Тургон вирушив зі свого королівства в Невраст і знайшов долину. У межах Ехоріату, Оточуючих гір, лежала кругла рівна рівнина з прямовисними стінами з усіх боків і яром і тунелем, що веде на південний захід, відомий як Прихований Шлях. Посеред долини був крутий пагорб, який називався Амон Ґварет, «Пагорб Вартової». Там Тургон вирішив заснувати місто, спроектоване на честь міста Тіріон у Валінорі, що Нолдорзалишив.
Тургон та його люди таємно збудували Ґондолін. Після того, як його було завершено, він взяв із собою, щоб оселитись у прихованому місті, увесь свій народ у Неврасті — майже третину нолдорів дому Фінґолфіна — а також майже три чверті північних  синдарів.

### Сім воріт міста
Прихований перевал захищали сім воріт, усі постійно охоронялися; спочатку з дерева, потім з каменю, бронзи, заліза, срібла, золота та сталі, можливо, на основі опису Геродотом мідійського міста Екбатана. Сім воріт Мінас-Тіріту повторюють це уявлення про багаторівневу оборону на пагорбі.

### Падіння міста
Місто простояло майже 400 років, поки його не зрадив Морґоту  Маеґлін, племінник Тургона. Маегліна було захоплено під час видобутку руди за межами Оточуючих гір , який він здійснював всупереч наказу Тургона. Маеґлін видав місцезнаходження Ґондоліна після того, як йому було обіцяно володарство, а також доньку Тургона Ідріль, якої він давно жадав. Потім Моргот послав армію над Кріссаегрімом, найпівнічнішою урвистою та небезпечною частиною Окружних гір, під час Ворот літа (великого свята Ґондоліну), заставши їх зненацька та з відносною легкістю пограбувавши місто. Крім орків, балрогів і драконів, армія Мелькора (Моргота), у ранніх версіях історії, включала залізні машини (танки), що приводилися в дію «внутрішніми вогнем» і використовувалися як транспортні засоби для подолання складних географічних перешкод і ураження укріплень. Ідріл, відома своєю інтуїцією, мала передбачливість підготувати таємний шлях з Ґондоліна ще до облоги.  Поки її батько Тургон загинув, Ідріль успішно втекла з міста разом зі своїм чоловіком Туором та іншими вцілілими; завдяки своєму союзу Туор та Ідріль є предками Елронда та Арагорна.
Коментатори порівнюють падіння Гондоліна з пограбуванням Трої.  Девід Грінман у "Міфлорі " порівнює "Загибель Ґондоліна ", перший довгий твір Толкіна про Середзем'я, з " Енеїдою " Вергілія. Він вважає доречним, що Туор, «перший герой квестів Толкіна», тікає з уламків старого королівства та створює нові, як це робить Еней, тоді як його пізні герої квестів у " Володарі кілець ", гобіти з Шир змушені повернутися до свого дому, спустошеного під час їхньої відсутності, і зобов'язані очистити його, як Одіссейробить в Одіссеї Гомера.  Грінман порівнював і протиставляв роль Ідріль в історії Кассандри та Олени Троянської, двох видатних жіночих постатей у розповідях про Троянську війну: подібно до пророчиці, Ідріль мала передчуття небезпеки, що насувається, і, як і Олена, її краса відігравала головну роль. роль у підбурюванні Маегліна до зради Ґондоліна, що зрештою призвело до його падіння та загибелі. З іншого боку, Ґрімен зауважив, що її люди прислухалися до поради Ідріл розробити план на випадок непередбачених обставин для таємного шляху втечі з Ґондоліна, і що вона завжди відкидала просування Маегліна та залишалася вірною Туору.

### Сім імен Гондоліна
Згідно з «Книгою втрачених оповідань» , місто мало сім назв: «Це кажуть і співають: Ґондобар мене звуть і Ґондотлімбар , Місто каменю і Місто жителів каменю; Ґондолін Камінь пісні і Гварестрін я під назвою „Вежа Варти“, „ Гар Туріон“ або „Таємне місце“, бо я прихований від очей Мелкора; але ті, хто любить мене найбільше, називають мене Лот , бо я, як квітка, навіть Лотенгріол , квітка, що розквітає на рівнині».

### Доми Ґондоліна
Відповідно до "Книги втрачених історій ", активні ельфи-чоловіки Ґондоліна належали до одного з 11 «Будинків» або Тлім плюс охоронець Туора, який був дванадцятим:
| Назва на Gnomish of the Houses             | Лідер       | Уніформа та емблеми | Уніформа та емблеми | Примітки |
| ------------------------------------------ | ----------- | ------------------- | --- | --- |
| Народ Білого Крила                         | Туор        |                     | «У них на шоломах були крила лебедів чи чайок, а на їхніх щитах була емблема Білого Крила».                                                             | Охоронець Туора. |
| Будинок Крота або Тлім Долдрін             | Маеглін     |                     | «Соболь був їхньою збруєю, і вони не мали жодного знака чи емблеми, але їхні круглі сталеві шапки були вкриті молескіном».                              | Складається з кваліфікованих шахтарів. |
| Будинок ластівки або Тлім Дуйлін           | Дуйлінь     |                     | «[Вони] мали віяло з пір'я на своїх шоломах, і вони були одягнені в біле і темно-синє, пурпурове і чорне кольори, а на щиті видніли наконечник стріли». | Найкращі лучники Гондоліна. |
| Будинок Небесної Арки або Тлім Квін Ілон   | Егальмот    |                     | «Вони були одягнені в яскраві кольори, а їхні зброї були прикрашені коштовностями. Кожен щит того батальйону був небесної блакиті».                     | Дуже заможний будинок; складали іншу частину лучників Гондоліна. |
| Будинок Стовпа або Тлім Клімболь           | Пенлод      |                     | невідомий | Їх лідер був убитий під час падіння Гондоліна. |
| Будинок Вежі Снігу або Тлім Іт Міндон      | Пенлод      |                     | невідомий | Їх лідер був убитий під час падіння Гондоліна. |
| Будинок дерева або Тлім Ґалдон             | Галдор      |                     | «Одяг у них був зелений». | Орудували палицями та пращами. |
| Будинок Золотої Квітки або Тлім Лосглоріол | Глорфіндель |                     | «[Вони] несли золоту квітку на своєму щиті». | |
| Будинок фонтану або Тлім Ектель            | Ектеліон    |                     | «Срібло й діаманти були для них насолодою; вони володіли дуже довгими, яскравими та блідими мечами».                                                    | Охоронець фонтанів, насамперед королівських. Воїни цього будинку захищали сьомі ворота Гондоліна. Вони йшли в бій під гру на сопілках.                                                                    |
| Будинок арфи або Тлім Салум                | Салгант     |                     | «Срібна арфа сяяла своїм гербом на чорному полі». | Будинок музикантів. Однак їхній ватажок був боягузом. |
| Будинок Молота Гніву або Тлім Готодрум     | Рог         |                     | «Знаком цього народу було Уражене ковадло, а на їхніх щитах був поміщений молот, який розбивав навколо нього іскри».                                    | Найбільший і найдоблесніший будинок. Вони складалися з тих ковалів, які не були під керівництвом Маегліна, а також із втеклих рабів Морґота. Вони загинули до останнього ельфа під час Падіння Гондоліна. |
| Будинок короля                             | Цар Тургон  |                     | «Одяг дому короля та їхні кольори були білими, золотими та червоними, а їхніми емблемами були місяць, сонце та червоне серце [ Фінве Нолеме]».          | Три батальйони королівської гвардії короля Тургона. |

### Мова Ґондоліна
У прихованому місті Ґондолін, ізольованій землі, розвинувся особливий ельфійський діалект: «Він відрізнявся від стандартного (Доріату) (а) тим, що містив західні та деякі північні елементи, і (б) включав велику кількість нолдорін- квенья. слова в більш-менш синдаризованих формах. Тому місто зазвичай називали Ґондолін (від Q. Ondolin(dë)) з простою заміною g- , а не Goenlin або Goenglin [як це було б на стандартній сіндарині ]».  Звичайна або стандартна мова синдарину не використовувалася в Ґондоліні.

### Зброя
Додаткова інформація: Зброя (Середзем'я)
Ковалі Ґондоліна, використовуючи ельфійське ремесло, виготовляли могутню зброю. У « Ґобіті» мечі Оркрист, Гламдрінг і довгий кинджал, пізніше названий Жалом, були знайдені в скарбниці тролів. Кожна з цих видів зброї, викувана в Гондоліні, мала здатність виявляти орків у безпосередній близькості завдяки світінню. Вони також мали властивість вселяти страх у серця орків, коли їх використовували проти них у бою. Усі вони були добре виготовлені та надзвичайно гострі. Очевидно, гондолінська зброя була несприйнятливою до іржі та корозії, оскільки екземплярам, знайденим у лігві тролів, було понад 6000 років і вони висіли в лігві невизначений час, але були гострими та готовими до використання, коли їх оголили. Лезо кинджала було дуже ефективним проти гігантських павуків (далеких нащадків Унґоліанти) і могло легко розрізати їхні мережі, включно з павуками з Морок-Лісу та Шелоб. Семвайз зміг Жалом виколоти очі павучихи і поранити її настільки, що вона втекла від болю. Такі істоти були поширені в Еред Горгорот на південь від Ґондоліна.

## Походження та історія публікації
Толкін почав писати оповідання, яке пізніше стане «Падінням Гондоліна», у 1917 році в армійській казармі на звороті аркуша військової маршової музики. Це перша простежена історія його легендаріуму Середзем'я, яку він записав на папері.  У той час як перша половина оповідання «здається відлунням творчого розвитку Толкіна та повільного прийняття обов'язку в перший рік війни», друга половина перегукується з його особистим досвідом битви.  Оповідання було прочитано вголос Толкіном у клубі есеїстичного коледжу Ексетер навесні 1920 року.
Толкін постійно переглядав свої оповідання про Першу епоху ; проте розповідь, написана ним у 1917 році, опублікована посмертно в «Книзі втрачених оповідань» , залишається єдиною повною розповіддю про падіння міста. Розповідь у "Сильмариліоні " стала результатом редагування його сином Крістофером із використанням цієї історії (за вирахуванням деяких елементів, які надто явно згадують війну Першої світової війни) і стиснутих версій із різних версій Анналів і Квенти як різних джерел. Пізніші Квента Сильмариліон і Сірі Аннали , основні джерела для більшої частини опублікованогоСильмариліон , обидва зупиняються перед початком історії Туора.
Часткова пізніша версія "Загибель Гондоліна " була опублікована в «Незакінчених оповіданнях» під назвою «Про Туора та його прибуття до Гондоліна». Ця розповідь під початковою назвою «Про Туора та падіння Гондоліна» демонструє велике розширення попередньої історії. Крістофер Толкін змінив назву історії перед тим, як включити її в «Незакінчені оповідання» , оскільки вона закінчується в момент прибуття Туора в Гондолін і не зображує справжнє Падіння.
Існує також незакінчена поема "Повість про падіння Ґондоліна ", кілька віршів якої цитуються в «Післях Белеріанду». У 130 віршах Толкін досягає моменту, коли дракони атакують місто.

## Окрема книга
30 серпня 2018 року  першу окрему версію оповідання опублікували HarperCollins у Великобританії  та Houghton Mifflin у США.  Цю версію, проілюстровану Аланом Лі, підготував і відредагував Крістофер Толкін, син Дж. Р. Р. Толкіна, який також редагував "Сильмариліон", "Дітей Гуріна" та кілька інших творів, опублікованих після смерті автора.
У книзі зібрані матеріали, раніше опубліковані в інших місцях, а саме "Повість про падіння Ґондоліна" та "Ісфін та Еол", опубліковані в «Книзі втрачених оповідань, частина друга» ; Turlin and the Exiles of Gondolin опубліковано в The Shaping of Middle-earth ; уривки з «Sketch of the Mythology» і "Quenta Noldorinwa", обидва опубліковані в «The Shaping of Middle-Earth» ; і «Про Туора та Падіння Гондоліна», опубліковані в «Незакінчених оповіданнях» , а також уривки з «Сильмариліону» та інших джерел.

### Критики про поему
Згідно з Entertainment Weekly, «терплячі та віддані читачі знайдуть серед посилань на інші книги та їхніх численних виносок і додатків щемливе відчуття завершеності та завершеності життєвих пошуків батька й сина».  Пишучи для The Washington Post , письменник Ендрю Ервін сказав, що «„Загибель Гондоліна“ забезпечує все, чого очікують читачі Толкіна». Згідно з The Independent, «навіть попри складність і труднощі книги — а їх багато — у ній достатньо чудових образів і характерної прози, що читачі будуть перенесені до кінця, навіть якщо вони не знатимуть, де вони збираєтеся.»

## У науці
Фінський ентомолог Лаурі Кайла назвав кілька видів молі з роду Elachista, таких як Elachista turgonella, на честь персонажів із «Загибель Гондоліна».